# Stupa

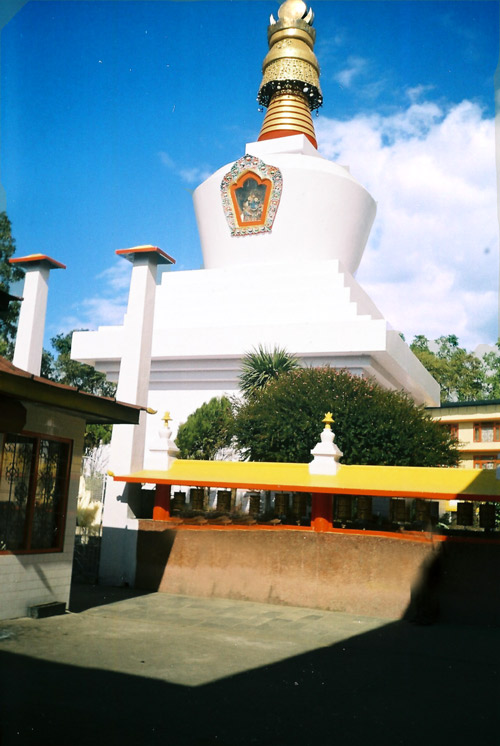
Stupa i Sikkim.

En stupa (sanskrit: stūpa, 'hårtofs', 'krön' eller 'topp') är en buddhistisk byggnad, vanligen på en omgärdad och rikt utsmyckad plats. Stupan är också känd under sitt tibetanska namn chörten (även chorten, i äldre litteratur stavat tjorten).

## Beskrivning
Centralt i en stupa är den kupolliknande, i huvudsak massiva, kullen eller byggnaden (på en kvadratisk bas) som rymmer ett relikskrin. Ovanpå relikerna står den så kallade stjälken som går genom halvsfärens topp och slutar i en spira som består av ett antal ringar och så kallade parasoller. Kullen är vanligen omgärdad av ett skrank med rikt utsmyckade portiker i kardinalriktningarna. Hela kompositionen ska symbolisera universum. 
En stupa är även en symbol för en Buddhas upplysta sinne. Varje del av stupan symboliserar en aspekt av Buddhas lära. Det finns 8 typer av stupor som korresponderar till olika delar av Buddha Shakyamunis liv. Det finns ytterligare en typ av stupa som kallas Kalachakrastupa. Denna stupa anses beskydda mot krig och negativa energier. Den är den mest sällsynta typen.

## Historik och exempel

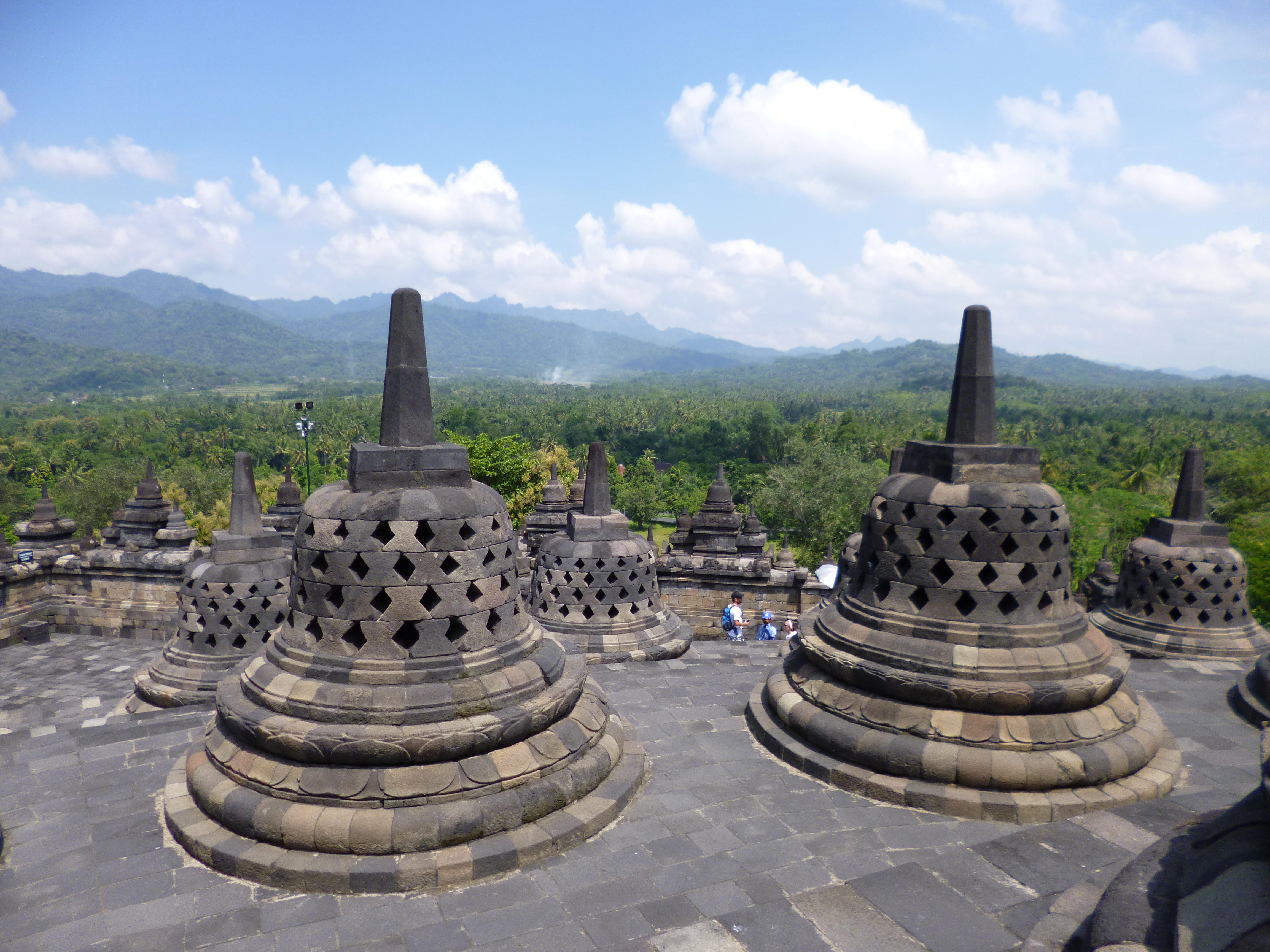
Stupa i Borobudur, Indonesien

Stupan utvecklades i Indien under Sungariket omkring 100 e.Kr. ur de indoariska gravhögarna sedan Mauryahärskaren Ashoka konverterat till buddhismen. I Kina, Korea och Japan utvecklades stupan till den vertikalt byggda, våningsindelade pagoden.
Traditionen med stupor spreds till Myanmar, Sri Lanka och Thailand. Större stupor, särskilt i stadsmiljöer, benämns ofta pagoder trots att de inte har koppling till den östasiatiska pagodtraditionen. Så kallas till exempel världens största stupa – Shwedagon i Rangoon – ofta Shwedagon Pagoda på engelska och Gyllene pagoden på svenska.
Kända stupor finns i Sanchi, Anuradhapura och Borobudur. Sveriges enda stupa finns norr om Fellingsbro. Den är 11 meter hög och invigdes år 1988 av Dalai lama Tenzin Gyatso.